# Sarria
Sarria là một đô thị ở tỉnh Lugo (España) cự ly 30 km về phía nam của tỉnh lỵ Lugo. Dân số khoảng 13.350 người.

## Parroquia
| - Albán (Santa María) - Barbadelo (Santiago) - Belante (Santa María) - Betote (San Vicenzo) - Biville (San Miguel) - Calvor (Santo Estevo) - O Camiño (San Mamede) - Castelo dos Infantes (Santiago) - Cesar (San Salvador) - A Chanca (San Mamede) - Chorente (San Xulián) - Corvelle (Santa María) - Fafián (San Xoán) - Farbán (Santiago) - Ferreiros (San Sadurniño) - Fontao (San Martiño) - Frades (San Xulián) | - Goián (San Miguel) - Lier (Santa María) - Loureiro (San Martiño) - Lousadela (Santo Estevo) - Louseiro (San Martiño) - Maside (San Pedro) - O Mato (San Salvador) - Meixente (San Xulián) - Nespereira (Santiago) - Ortoá (Santa María) - A Pena (Santa María) - Piñeira (San Miguel) - A Pinza (San Salvador) - Requeixo (San Martiño) - Rubín (Santa Mariña) - San Fiz de Reimóndez (San Pedro Fiz) - San Fiz de Vilapedre (San Fiz) | - San Miguel de Vilapedre (San Miguel) - San Pedro de Froián (San Pedro) - San Sadurniño de Froián (San Sadurniño) - San Salvador da Pena (San Salvador) - San Vicenzo de Froián (San Vicenzo) - San Xulián da Veiga (San Xulián) - Santalla de Arxemil (Santalla) - Santo André de Paradela (Santo André) - Santo Antolín (Santa Eufemia) - Santo Estevo do Mato (Santo Estevo) - Sarria (San Salvador, Santa Mariña, Nosa Señora do Rosario) - Seteventos (San Pedro) - A Veiga (Santiago) - Vilamaior (Santa María) - Vilar (Santa María) - Vilar de Sarria (San Salvador) |